# HD 38282
HD 38282 là một ngôi sao dạng Wolf-Rayet với khối lượng 90 lần Khối lượng Mặt trời trong Đám mây Magellan lớn.
1. 1 2 3 4  Hog, E.; Kuzmin, A.; Bastian, U.; Fabricius, C.; Kuimov, K.; Lindegren, L.; Makarov, V. V.; Roeser, S. (1998). "The TYCHO Reference Catalogue". Astronomy and Astrophysics. Quyển 335. tr. L65. Bibcode:1998A&A...335L..65H.
2. 1 2  Zacharias, N.; Finch, C. T.; Girard, T. M.; Henden, A.; Bartlett, J. L.; Monet, D. G.; Zacharias, M. I. (2012). "VizieR Online Data Catalog: UCAC4 Catalogue (Zacharias+, 2012)". VizieR On-line Data Catalog: I/322A.  Originally Published in: 2012yCat.1322....0Z; 2013AJ....145...44Z. Quyển 1322. Bibcode:2012yCat.1322....0Z.
3. 1 2 3 4  Sana, H.; Van Boeckel, T.; Tramper, F.; Ellerbroek, L. E.; De Koter, A.; Kaper, L.; Moffat, A. F. J.; Schnurr, O.; Schneider, F. R. N.; Gies, D. R. (2013). "R144 revealed as a double-lined spectroscopic binary". Monthly Notices of the Royal Astronomical Society: Letters. Quyển 432. tr. 26. arXiv:1304.4591. Bibcode:2013MNRAS.432L..26S. doi:10.1093/mnrasl/slt029.{{Chú thích tạp chí}}:  Quản lý CS1: DOI truy cập mở nhưng không được đánh ký hiệu (liên kết)
4. ↑  Pietrzyński, G; D. Graczyk; W. Gieren; I. B. Thompson; B. Pilecki; A. Udalski; I. Soszyński; và đồng nghiệp (ngày 7 tháng 3 năm 2013). "An eclipsing-binary distance to the Large Magellanic Cloud accurate to two per cent". Nature. Quyển 495 số 7439. tr. 76–79. arXiv:1303.2063. Bibcode:2013Natur.495...76P. doi:10.1038/nature11878. PMID 23467166.
5. 1 2 3  Hainich, R.; Rühling, U.; Todt, H.; Oskinova, L. M.; Liermann, A.; Gräfener, G.; Foellmi, C.; Schnurr, O.; Hamann, W. -R. (2014). "The Wolf-Rayet stars in the Large Magellanic Cloud: A comprehensive analysis of the WN class". arXiv:1401.5474v1 [astro-ph.SR].